# Lugbung
Lugbung, englisch Lugbung Island, auch Logbon Island genannt, ist eine philippinische Insel im Nordosten der Sibuyansee. Sie liegt etwa 1,7 km westlich der Nordküste der Insel Romblon.

## Verwaltung
Die Insel gehört zur Gemeinde Romblon (Municipality of Romblon) in der gleichnamigen philippinischen Provinz Romblon.